# Svůj kalich hořkosti
Román Svůj kalich hořkosti (v originále Bis zur bitteren Neige) rakouského spisovatele J. M. Simmela byl napsán v roce 1962.
V roce 1975 byl natočen stejnojmenný film v režii Gerda Oswalda, hudbu k filmu složil Klaus Doldinger. V hlavní roli Petra Jordana se objevil Maurice Ronet.

## Děj
Další čtivý román tohoto německého spisovatele nás zavádí k Petru Jordanovi, herci, kterého čeká velký filmový návrat. Je mu sedmatřicet, má bohatou ženu Joan a nevlastní devatenáctiletou dceru, která ho nenávidí. Ale jen naoko, to aby Joan nepojala podezření. Shirley a Petr se milují.
Jednoho dne mu Shirley zavolá, že s ním čeká dítě. Petra to tak rozrušilo, že dostal záchvat. Přivolané lékařce Nataši je to hned jasné: pije příliš mnoho alkoholu a radí mu, aby film odložil. Ale on ji neposlouchá, protože je to jeho jediná a poslední šance. Oklame filmové lékaře, kteří provádí kontrolu kvůli pojištění a brzy na to se začne natáčet.
Petr si myslí, že je velice dobrý herec i po dlouhých dvaceti letech, ale už po prvních natáčecích dnech jeho okolí zjistí, že opak je pravdou. Ale vše se změnilo. Opět se setkává s ruskou lékařkou, která ho varovala. Od té chvíle začal hrát jako by před kamerou stál celý život, ale jen do té chvíle, kdy se dozví, že doktora Schauberga, který ho udržuje v kondici, zatkli. Petr je šokovaný, má strach, že dostane záchvat a taky že ano. Je tu ale doktorka Nataša, která se na něho mlčky zlobí, a Petr ji chápe.
A film pokračuje. Mezitím Schauberga propustili a on pomůže Shirley k potratu.
Petr má podezření, že ho Shirley podvádí. Sleduje ji a když ji nakonec najde, je z toho nešťastný, ale Shirley mu pořád opakuje, že ho miluje, jen jeho, ale musí ho opustit, kvůli jeho „nemoci“. Když ji chtěl zadržet, utekla mu a Shirley pak srazil autobus. Byla namístě mrtvá.
Po její smrti se Joan o všem dozvěděla. Byla zoufalá a nechala se s Petrem rozvést. A Petr? Natáčení skončilo a on si mohl jít lehnout na kliniku, kterou mu sehnala Nataša.
Ale během pár dní se stalo moc vážných věcí. V den, kdy skončilo jeho natáčení, se opil a v opilosti bodl člověka, který napadl jiného muže.
Když se Petr probral, ležel v psychiatrické léčebně, ale díky zlaté Nataše se mu podařilo utéct a nasednout s ní do vlaku jedoucí do Říma. Na cestě dostane další záchvat a oni na pár dnů zastaví v jednom městě, kde se Petr trošku zotaví. A tam se taky dozví, že ho Nataša miluje.
Jejich cesta pokračuje až do Říma. Na soukromé klinice se o něho stará profesor Pontevivo, který z něho udělá normálního člověka. V té době na Petra podala Joan žalobu a také se do kin dostal Petrův film NÁVRAT. Je to obrovský úspěch. A s úspěchem se dostavilo i uzdravení. Petr měl potom ještě jednu možnost uprchnout, ale na posledních chvíli si to rozmyslel. Věděl, že by to nemělo smysl.